# Aplomya seyrigi
Aplomya seyrigi là một loài ruồi trong họ Tachinidae.